# Wagendorf (Gemeinde Friesach)
Wagendorf ist eine Ortschaft in der Gemeinde Friesach im Bezirk Sankt Veit an der Glan in Kärnten (Österreich). Die Ortschaft hat 7 Einwohner (Stand 1. Jänner 2024). Sie liegt auf dem Gebiet der Katastralgemeinde Zeltschach.

## Lage

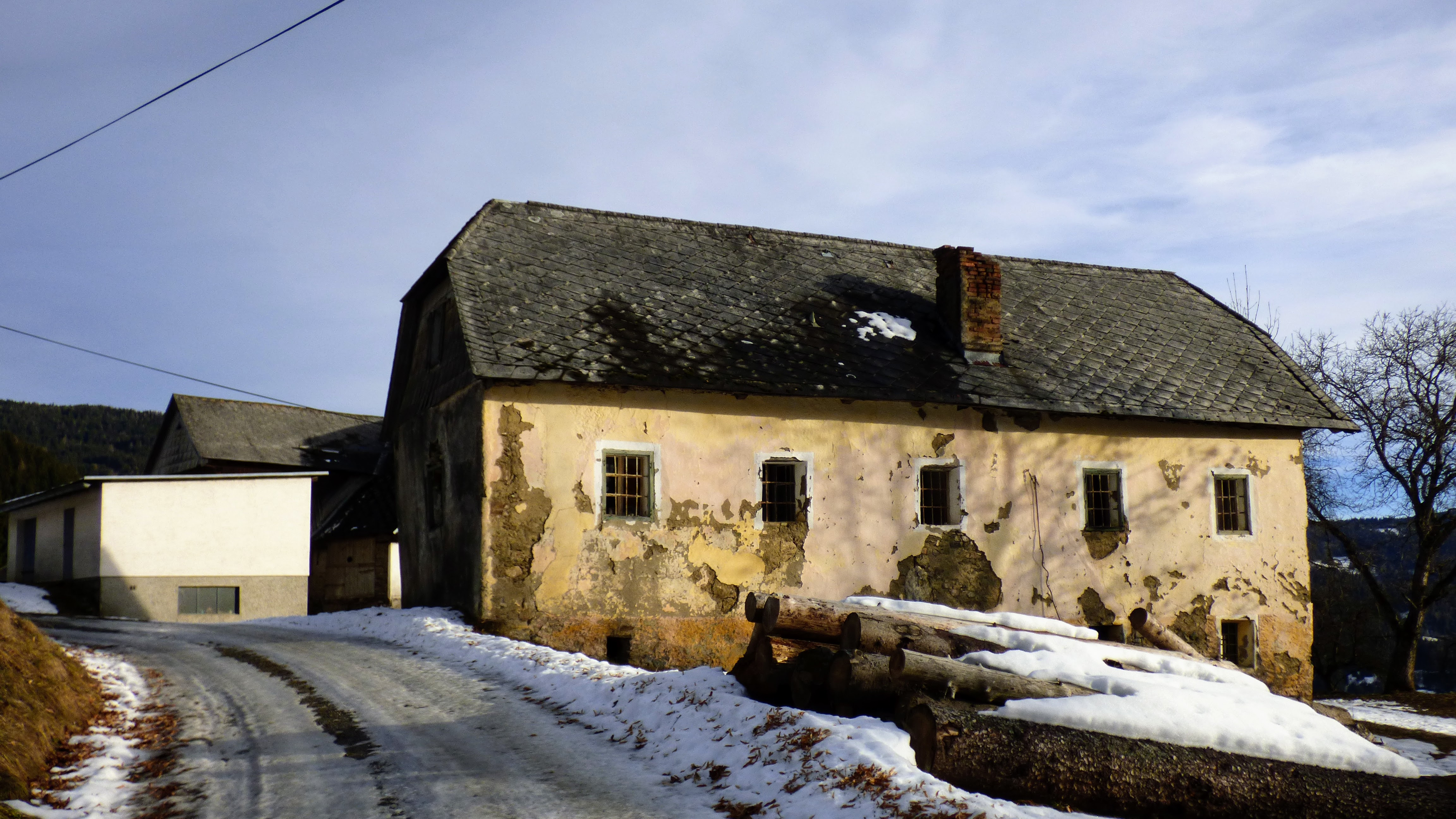
Wagendorf Haus Nr. 7

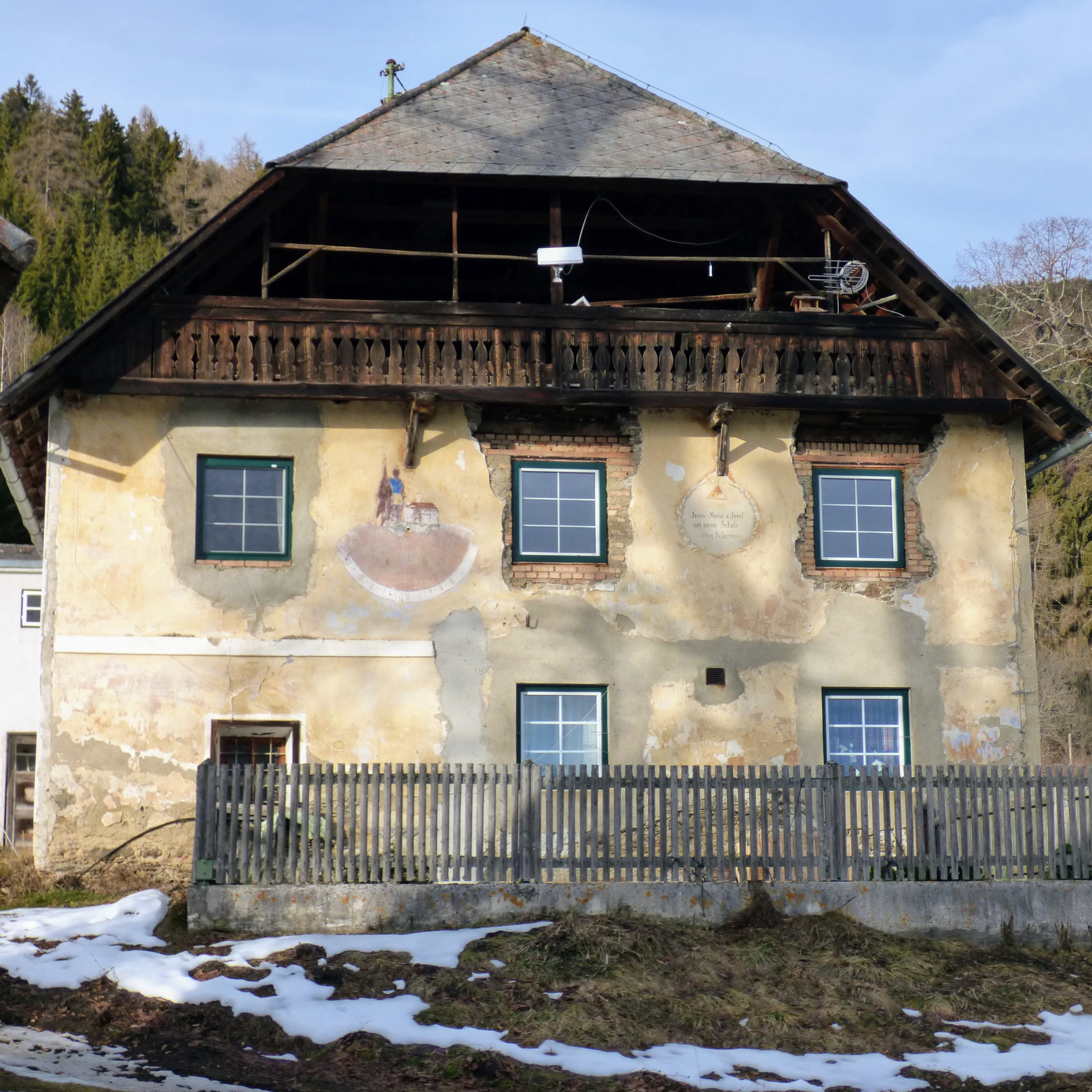
Wagendorf Haus Nr. 6

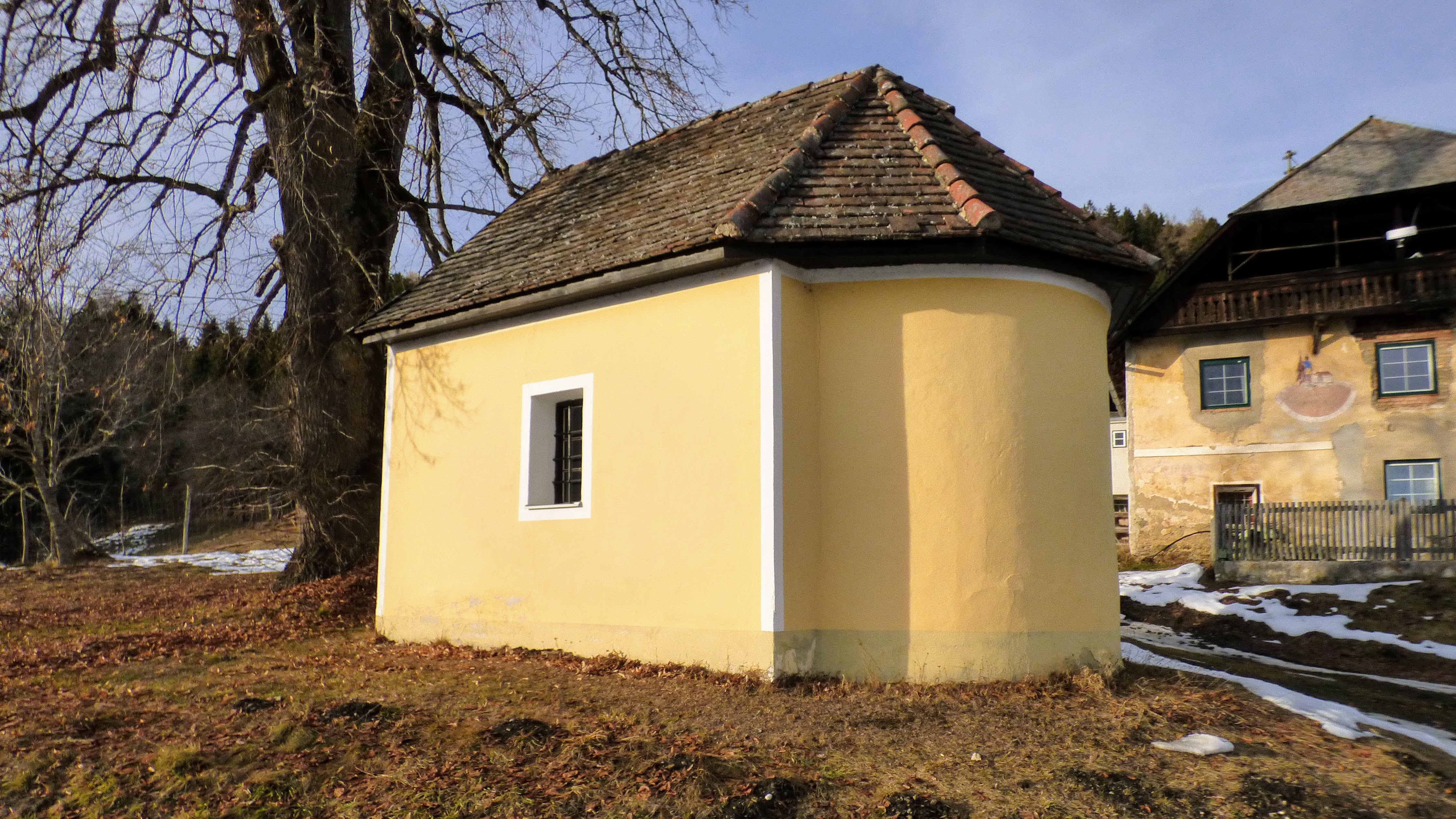
Kapelle Wagendorf

Die Ortschaft liegt im Norden des Bezirks Sankt Veit an der Glan, im Nordosten der Gemeinde Friesach, im Guttaringer Bergland, gut 1 km nordwestlich und gut 150 Höhenmeter oberhalb der Ortschaft Zeltschach, am Oberdorfer Bach, einem rechten Nebenfluss des Zeltschacher Bachs.
Zur Ortschaft gehört neben den beiden Höfen Mar (Haus Nr. 6) und Zottmar (Nr. 7) im ehemaligen Dorfkern nur mehr der etwa 400 m südwestlich liegende, in Verfall begriffene Hof Bichlkloker (Nr. 2).

## Geschichte
Der Ort wird 1140 urkundlich erwähnt. In unmittelbarer Nähe des Orts gibt es verfallende Stollen des ehemaligen Silberbergbaus, vielleicht der 1557 erwähnte Neuschurf beim Geyst.
Auf dem Gebiet der Steuergemeinde Zeltschach liegend, gehörte der Ort in der ersten Hälfte des 19. Jahrhunderts zum Steuerbezirk Dürnstein. Bei Gründung der Ortsgemeinden im Zuge der Reformen Mitte des 19. Jahrhunderts kam Wagendorf an die Gemeinde Friesach. 1890 spaltete sich die Gemeinde Zeltschach von der Gemeinde Friesach ab, Wagendorf gehörte dadurch zur Gemeinde Zeltschach. Mit Jahreswechsel 1972/73 kam Zeltschach samt Wagendorf wieder an die Gemeinde Friesach.

## Bevölkerungsentwicklung
Für die Ortschaft ermittelte man folgende Einwohnerzahlen:
- 1869: 9 Häuser, 69 Einwohner[4]
- 1880: 8 Häuser, 79 Einwohner[5]
- 1890: 6 Häuser, 66 Einwohner[6]
- 1900: 4 Häuser, 31 Einwohner[7]
- 1910: 4 Häuser, 33 Einwohner[8]
- 1923: 3 Häuser, 36 Einwohner[9]
- 1934: 31 Einwohner[10]
- 1961: 3 Häuser, 16 Einwohner[11]
- 2001: 3 Gebäude (davon 1 mit Hauptwohnsitz) mit 3 Wohnungen und 2 Haushalten; 8 Einwohner und 3 Nebenwohnsitzfälle; 1 Arbeitsstätte, 1 land- und forstwirtschaftlicher Betrieb[12]
- 2011: 2 Gebäude, 9 Einwohner, 2 Haushalte, 1 Arbeitsstätte[13]
- 2021: 3 Gebäude, 6 Einwohner, 2 Haushalte, 1 Arbeitsstätte[14]